# Ringgold (Luizjana)
Ringgold – miasto w Stanach Zjednoczonych, w stanie Luizjana, w parafii Bienville.